# 큰유대하늘다람쥐
큰유대하늘다람쥐(Petaurus abidi)는 주머니하늘다람쥐과에 속하는 유대류의 일종이다. 나무 위에서 생활하는 수상성 동물이고, 야행성 유대하늘다람쥐의 일종으로 퀸즐랜드 주 북부 지역부터 빅토리아 주에 이르는 오스트레일리아 동부 지역 유칼립투스 숲의 좁은 분포 지역 안에서 서식한다.

## 서식지
큰유대하늘다람쥐는 오스트레일리아 동부 지역의 숲과 산림에서 서식하며, 해수면부터 해발 1,400m 높이 사이의 지역에서 발견된다.
퀸즐랜드 주 북부 지역의 아종은 해발 700m 이상의 고도에서 발견된다. 자연적인 분포 지역 단절과 서식지 감소때문에 퀸즐랜드 북부의 세 군데 지역에 13개 개체군만이 남아 있다. 한 군데 개체군은 윈저 테이블랜드 산에서 살며, 또 한 곳은 카빈 테이블랜드 산에서 살고 나머지 세 번째는 애서튼 테이블랜드의 애서튼부터 키래마까지의 길쭉한 선 모양의 분포 지역에서 산다. 이 세 개체군 전체는 약 6000마리 정도로 추산하고 있다. 서식지가 위험에 노출되어 있고, 희귀종으로 흔하지 않은 종을 분류되고 열대 지역에서는 취약종으로 분류된다. 퀸즐랜드 주와 뉴사우스웨일스 주, 빅토리아 주에서 좀더 널리 분포한다.

## 아종
2종의 아종이 알려져 있다.
- P. a. australis - 남부 지역(현지에서 흔한 종)
- P. a. reginae - 퀸즐랜드 주 북부 지역(산림 남벌로 서식지 위험, 희귀종)